# Oreochromis karongae
Espèce
Statut de conservation UICN

 CR A2d : 
En danger critique
Oreochromis karongae est une espèce de poissons d'eau douce africains de la famille des Cichlidae (ordre des Cichliformes). Cette espèce fait partie des nombreuses espèces regroupées sous le nom de Tilapia.

## Répartition
Oreochromis karongae est endémique du lac Malawi et de son bassin versant. Ce poisson est présent au Malawi, en Mozambique et en Tanzanie. Il est présent depuis la surface de l'eau jusqu'à 50 m de profondeur mais plus fréquemment jusqu'à 10 m.

## Description
Oreochromis karongae peut mesurer, en longueur totale, jusqu'à 42 cm pour les mâles et jusqu'à 38 cm pour les femelles.

## Systématique
Le nom valide complet (avec auteur) de ce taxon est Oreochromis karongae (Trewavas, 1941).
L'espèce a été initialement classée dans le genre Tilapia sous le protonyme Tilapia karongae Trewavas, 1941,.
Oreochromis karongae a pour synonymes :
- Sarotherodon karongae (Trewavas, 1941)
- Tilapia karongae Trewavas, 1941
- Tilapia karonge Trewavas, 1941

## Étymologie
Son épithète spécifique, karongae, fait référence à la localité type de cette espèce, le district de Karonga (Malawi) dans le nord du lac Malawi.

## Publication originale
- (en) Ethelwynn Trewavas, « Nyasa fishes of the genus Tilapia and a new species from Portuguese East Africa », Annals and Magazine of Natural History, Londres, Taylor & Francis, vol. 7, no 39,‎ mars 1941, p. 294-306 (ISSN 0374-5481, OCLC 1481361, DOI 10.1080/00222934108527158).